# Sergei Nikolajewitsch Tschistjakow
Sergei Nikolajewitsch Tschistjakow (russisch Сергей Николаевич Чистяков; * 3. Mai 1990 in Swerdlowsk, Russische SFSR) ist ein russischer Eishockeyspieler, der zuletzt bei Kaszink-Torpedo Ust-Kamenogorsk in der Wysschaja Hockey-Liga unter Vertrag stand. Sein Bruder Wjatscheslaw Tschistjakow ist ebenfalls ein professioneller Eishockeyspieler.

## Karriere
Sergei Tschistjakow begann seine Karriere als Eishockeyspieler in seiner Heimatstadt in der Nachwuchsabteilung von Spartakowez Jekaterinburg, in der er bis 2008 aktiv war. Anschließend spielte er ein Jahr lang für die zweite Mannschaft von Awtomobilist Jekaterinburg in der drittklassigen Perwaja Liga. Die folgenden drei Jahre verbrachte der Angreifer bei der Juniorenmannschaft Awto Jekaterinburg in der multinationalen Nachwuchsliga Molodjoschnaja Chokkeinaja Liga. In der Saison 2012/13 gab er sein Debüt für die Profimannschaft von Awtomobilist Jekaterinburg in der Kontinentalen Hockey-Liga. In seinem Rookiejahr bereitete er in 27 KHL-Spielen zwei Tore vor.  Im Mai 2013 tauschte ihn Awtomobilist gegen Ilja Arkalow von Metallurg Nowokusnezk. Bei Metallurg kam er jedoch nicht zum Einsatz, sondern wurde beim Farmteam Ariada Wolschsk eingesetzt. Im Oktober 2013 verließ er den Verein und stand anschließen für einen Monat bei Kaszink-Torpedo Ust-Kamenogorsk unter Vertrag.

## KHL-Statistik
(Stand: Ende der Saison 2012/13)